# دیوید آلن (دوچرخه‌سوار)
دیوید آلن (انگلیسی: David Allan; ۱ ژانویهٔ ۱۹۵۱ – ۶ ژوئن ۱۹۸۹) دوچرخه‌سوار اهل استرالیا بود. وی قهرمان مسابقات ملی دوچرخه‌سواری جاده استرالیا در سال ۱۹۷۹ شده است. 